# Vallisneria densiserrulata
Vallisneria densiserrulata är en dybladsväxtart som först beskrevs av Tomitaro Makino, och fick sitt nu gällande namn av Tomitaro Makino. Vallisneria densiserrulata ingår i släktet Vallisneria och familjen dybladsväxter. Inga underarter finns listade.